# جون جيمس (سياسي)
جون جيمس هو سياسي كندي، ولد في 17 يناير 1911 في كندا، وتوفي في 18 أكتوبر 1999. حزبياً، نشط في الحزب الليبرالي الكندي. وقد انتخب عضو مجلس العموم الكندي عن دائرة Durham (federal electoral district) ‏ (27 يونيو 1949 – 10 يونيو 1957).